# Struthanthus burgeri
Struthanthus burgeri är en tvåhjärtbladig växtart som beskrevs av J. Kuijt. Struthanthus burgeri ingår i släktet Struthanthus och familjen Loranthaceae. Inga underarter finns listade i Catalogue of Life.